# Eta
Das Eta (griechisches Neutrum ἦτα ē̂ta, neugriechisch ήτα íta; Majuskel Η, Minuskel η) ist der 7. Buchstabe des griechischen Alphabets und hat nach dem milesischen System den Zahlwert 8 (da bei den Zahlwerten an 6. Stelle das als Lautzeichen entfallene Digamma steht).

## Herkunft
Das H-Zeichen wurde zuerst als „heta“ übernommen und später zum „eta“ verändert. Da jetzt für den Laut „H“ ein Zeichen fehlte, wurde der Buchstabe „H“ mittig senkrecht halbiert und die beiden Hälften verwendet: Für den Laut „H“ am Anfang eines mit Vokal [oder R] anfangenden Wortes wurde die linke Hälfte des Großbuchstaben „H“, für das Anlauten eines Wortes nur mit Vokal (ohne Hauch) die rechte Hälfte des Großbuchstabens „H“ verwendet, woraus sich dann bei den Kleinbuchstaben die beiden Zeichen „Spiritus asper“ und „Spiritus lenis“ entwickelten.
Im heutigen Griechischen wird Eta wie i ausgesprochen.

## Verwendung
- In der Analysis wird das kleine Eta (η) gerne als „Partner“ zum lateinischen kleinen Y verwendet, z. B. {\displaystyle \int f(x,y,z)\,g(x-\xi ,y-\eta ,z-\zeta )\,\mathrm {d} \xi \,\mathrm {d} \eta \,\mathrm {d} \zeta }.
- In der Volkswirtschaftslehre steht das kleine Eta (η) für ökonomische Elastizität.
- In der Mathematik werden zwei verschiedene Funktionen als Eta-Funktion bezeichnet:
  - die dirichletsche Etafunktion
  - und die dedekindsche Etafunktion.
- In der Statistik wird es als Effektstärkemaß für Varianzanalysen verwendet.
- Im Segelflug bezeichnet η die aerodynamische Gleitzahl.

### Physik, Chemie, Technik
- In der Astronomie ist η meist der sechst- bis achthellste Stern im jeweiligen Sternbild
  - und die nähere Bezeichnung dreier Meteorströme (Eta-Aquariiden, Eta-Cariniden und Eta-Lyriden), weil es in deren Sternbildern mehrere Radianten gibt.
- In der Relativitätstheorie bezeichnet das kleine Eta (η) den Minkowski-Tensor.
- In der Elementarteilchenphysik bezeichnet das kleine Eta das η-Meson.
- In der Hochenergiephysik hingegen die Pseudorapidität, eine Koordinate in Experimenten mit hochenergetischen Teilchenstrahlen.
- In der Strömungslehre bezeichnet das kleine Eta (η) die dynamische Viskosität.
- Im technischen Bereich steht η oft für den Wirkungsgrad.
- In der Elektrotechnik gelegentlich für das Frequenzverhältnis eines Schwingkreises.
- In der Lichttechnik steht η für die Lichtausbeute.
- In der Luft- und Raumfahrttechnik bezeichnet η die Größe des Höhenruder-Ausschlags.[1]
- In der Geotechnik (Bauingenieurwesen) bedeutet η den globalen Sicherheitsbeiwert.
- In der Meteorologie die absolute Vorticity.
- In der Komplexchemie gibt η die Haptizität eines über mehrere benachbarte Zentren koordinierenden Liganden an.
- In der Informatik wird η als Lernrate für künstliche neuronale Netze verwendet.[2]

## Beispiele
- Elektra (Ἠλέκτρα = Ēléktra)
- Heraklit (Ἡράκλειτος = Hērákleitos)